# Jari Vandeputte
Jari Vandeputte (14 februari 1996) is een Belgisch voetballer die bij voorkeur als middenvelder speelt. Hij stroomde in 2013 door vanuit de jeugd van AA Gent. In 2017 ging hij naar het Italiaanse AS Viterbese Castrense.

## Carrière

### AA Gent
Na passages bij KSC Lokeren en Club Brugge kwam Vandeputte aan in de jeugdwerking van AA Gent. Toen hij in juni 2013 een contract tekende bij de ploeg, kreeg hij van zijn coach Víctor Fernández kansen in de voorbereiding van het seizoen 2013/14. Hij maakte zijn debuut in de hoogste klasse tegen Waasland - Beveren. Hij verving in de 57ste minuut een ander jeugdproduct van Gent, Hannes Van der Bruggen. In zijn debuut was Vandeputte goed voor een assist. Hij bediende Carlos Diogo, een andere nieuwkomer in de kern, die zo de 1-1 eindstand op het bord bracht. Door zijn prestaties bij Gent werd zijn contract verlengd tot medio 2016. Vandeputte speelde twee seizoenen op huurbasis voor FC Eindhoven in de Nederlandse Eerste divisie.

### Italië
In 2017 ging hij naar het Italiaanse AS Viterbese Castrense dat uitkomt in de Lega Pro.

## Clubstatistieken
| Seizoen     | Club                | Competitie         | Competitie | Competitie | Competitie | Beker | Beker | Beker | Internationaal | Internationaal | Internationaal | Totaal | Totaal | Totaal |
| Seizoen     | Club                | Competitie         | Wed.       | Dlp.       | Ass.       | Wed.  | Dlp.  | Ass.  | Wed.           | Dlp.           | Ass.           | Wed.   | Dlp.   | Ass.   |
| ----------- | ------------------- | ------------------ | ---------- | ---------- | ---------- | ----- | ----- | ----- | -------------- | -------------- | -------------- | ------ | ------ | ------ |
| 2013/14     | KAA Gent            | Jupiler Pro League | 6          | 0          | 1          | 1     | 0     | 0     | —              | —              | —              | 7      | 0      | 1      |
| Club Totaal | Club Totaal         | Club Totaal        | 6          | 0          | 1          | 1     | 0     | 0     | 0              | 0              | 0              | 7      | 0      | 1      |
| 2014/15     | → SV Roeselare      | Tweede Klasse      | 21         | 2          | 0          | 1     | 0     | 0     | —              | —              | —              | 22     | 2      | 0      |
| Club Totaal | Club Totaal         | Club Totaal        | 21         | 2          | 0          | 1     | 0     | 0     | 0              | 0              | 0              | 22     | 2      | 0      |
| 2015/16     | → FC Eindhoven      | Jupiler League     | 33         | 2          | 6          | 1     | 0     | 0     | —              | —              | —              | 34     | 2      | 6      |
| 2016/17     | → FC Eindhoven      | Jupiler League     | 26         | 4          | 6          | 0     | 0     | 0     | —              | —              | —              | 26     | 4      | 6      |
| Club Totaal | Club Totaal         | Club Totaal        | 59         | 6          | 12         | 1     | 0     | 0     | 0              | 0              | 0              | 60     | 6      | 12     |
| 2017/18     | AS Viterbese        | Serie C            | 41         | 7          | 9          | 7     | 2     | 0     | —              | —              | —              | 48     | 9      | 9      |
| 2018/19     | AS Viterbese        | Serie C            | 29         | 2          | 5          | 10    | 3     | 2     | —              | —              | —              | 39     | 5      | 7      |
| 2019/20     | AS Viterbese        | Serie C            | 2          | 0          | 1          | 1     | 0     | 0     | —              | —              | —              | 3      | 0      | 1      |
| Club Totaal | Club Totaal         | Club Totaal        | 72         | 9          | 15         | 18    | 5     | 2     | 0              | 0              | 0              | 90     | 14     | 17     |
| 2019/20     | L.R. Vicenza        | Serie C            | 25         | 2          | 10         | 2     | 0     | 0     | —              | —              | —              | 27     | 2      | 10     |
| 2020/21     | L.R. Vicenza        | Serie B            | 28         | 1          | 0          | 2     | 1     | 0     | —              | —              | —              | 30     | 2      | 0      |
| Club Totaal | Club Totaal         | Club Totaal        | 53         | 3          | 10         | 4     | 1     | 0     | 0              | 0              | 0              | 57     | 4      | 10     |
| 2021/22     | → US Catanzaro 1929 | Serie C            | 38         | 7          | 16         | 5     | 0     | 0     | —              | —              | —              | 43     | 7      | 16     |
| 2022/23     | US Catanzaro 1929   | Serie C            | 34         | 11         | 20         | 3     | 0     | 1     | —              | —              | —              | 37     | 11     | 21     |
| 2023/24     | US Catanzaro 1929   | Serie B            | 39         | 9          | 14         | 2     | 1     | 1     | —              | —              | —              | 41     | 10     | 15     |
| Club Totaal | Club Totaal         | Club Totaal        | 111        | 27         | 50         | 10    | 1     | 2     | 0              | 0              | 0              | 121    | 28     | 52     |
| 2024/25     | → US Cremonese      | Serie B            | 39         | 5          | 15         | 2     | 0     | 0     | —              | —              | —              | 41     | 5      | 15     |
| Club Totaal | Club Totaal         | Club Totaal        | 39         | 5          | 15         | 2     | 0     | 0     | 0              | 0              | 0              | 41     | 5      | 15     |
| Totaal      | Totaal              | Totaal             | 361        | 52         | 103        | 37    | 7     | 4     | 0              | 0              | 0              | 398    | 59     | 107    |